# Aeroportul Arusha
Aeroportul Arusha (IATA: ARK, ICAO: HTAR) este un aeroport din Regiunea Arusha, Tanzania ce deservește zona Arusha. Aeroportul a fost tranzitat în decembrie 2017 de 16.840 de pasageri. A fost deschis în 1953.
Situat la o altitudine de 1.387 m, aeroportul dispune de o singură pistă. Este operat de Tanzania Airports Authority⁠(d).